# Jameln
Jameln este o comună din landul Saxonia Inferioară, Germania.

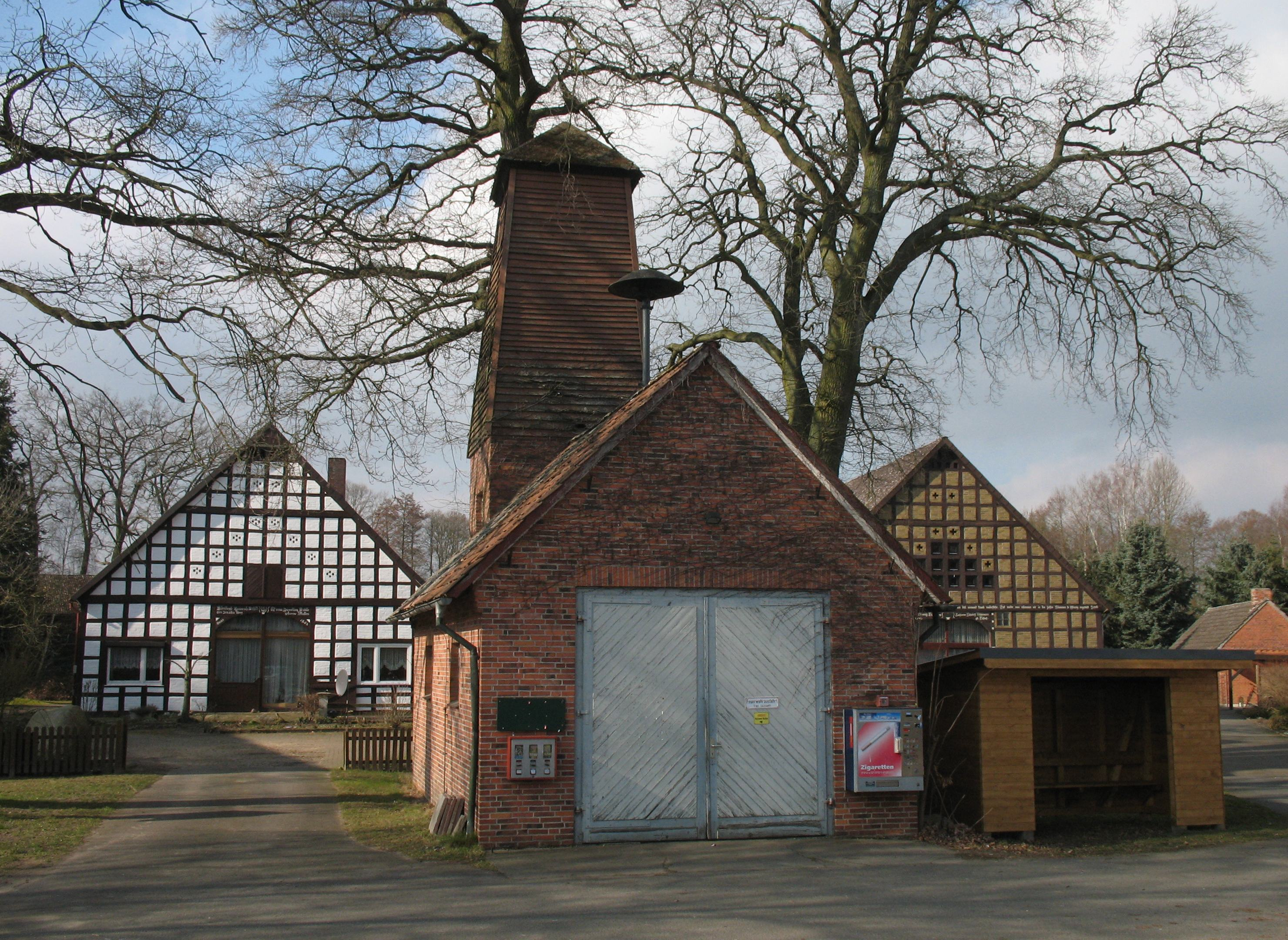
Breselenz

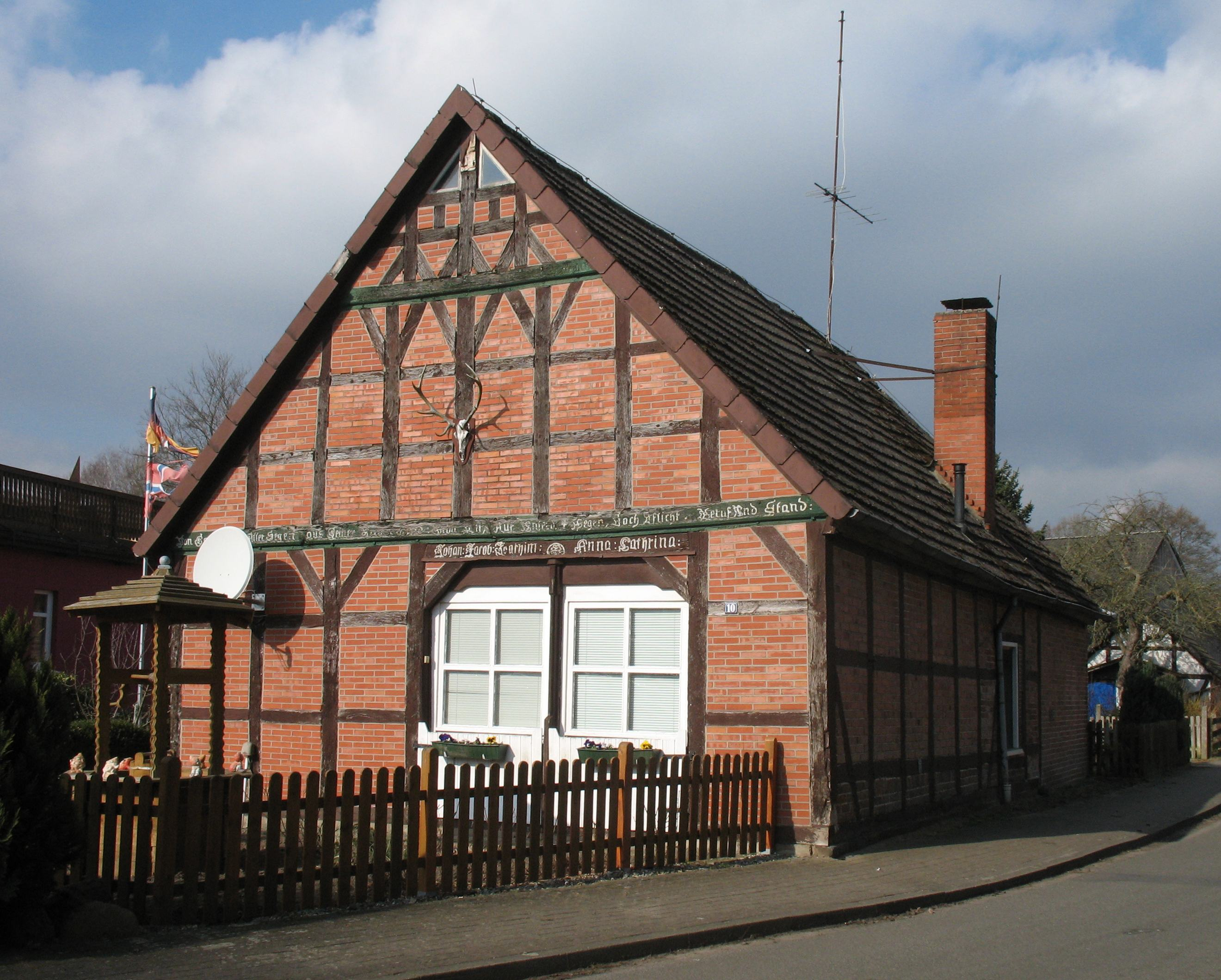
Breselenz

Sate componenete:
- Breese im Bruche
- Breselenz (Hauptort der Gemeinde)
- Breustian
- Jameln
- Langenhorst
- Mehlfien
- Platenlaase
- Teichlosen
- Volkfien
- Wibbese

## Personalități
- Bernhard Riemann (1826–1866), matematician celebru, cu contribuții importante în domeniul analizei, geometriei diferențiale, fizicii matematice și teoriei analitice a numerelor

1. ↑  Alle politisch selbständigen Gemeinden mit ausgewählten Merkmalen am 31.12.2018 (4. Quartal) (în germană), Statistisches Bundesamt[*], arhivat din original la 10 martie 2019, accesat în 10 martie 2019